# Il mondo di Quark
Il mondo di Quark è stato un programma televisivo derivato da Quark, curato e condotto da Piero Angela e trasmesso su Rai 1 dal 1984 al 1999.

## Storia del programma
Il mondo di Quark fu concepito dopo il successo di Quark e Quark speciale come una rubrica che andava in onda dal lunedì al venerdì nel day-time (in un orario variabile, nel corso degli anni, tra le 14 e le 15:30, ad eccezione delle stagioni 1991/92 e 1992/93, quando andò in onda dalle 18:45 alle 19:30) e dedicata prevalentemente alla trasmissione di documentari naturalistici o antropologici di produzione estera, introdotti in studio da Angela e spesso già proposti in Quark speciale e Superquark. Nelle prime due edizioni, ad esempio, figurano la serie della BBC La vita sulla Terra e Cosmo, e il programma ha proposto numerose puntate di Survival e L'uomo e la Terra. La trasmissione tuttavia ha proposto anche documentari di realizzazione italiana, fiction televisive (come la miniserie della BBC Il viaggio di Charles Darwin) o riedizioni di precedenti programmi di Angela come Nel cosmo alla ricerca della vita e Indagine sulla parapsicologia (riproposto col titolo Indagine critica sulla parapsicologia). Il programma mantenne sostanzialmente la stessa formula fino all'ultima puntata, trasmessa il 4 giugno 1999.
Dal 2001 al 2020 è stato trasmesso nella stessa fascia oraria Quark atlante - Immagini dal pianeta, un contenitore che continuava a proporre documentari di genere analogo ma senza introduzioni in studio: quest'ultimo è l'unico programma derivato da Quark a cui Piero Angela non abbia lavorato in alcun modo.
Dal 2018 al 2022 è andato in onda in seconda serata, dopo Superquark, un programma analogo intitolato Superquark natura che però propone solo documentari naturalistici della BBC.

## Edizioni VHS
A partire dal 1989 la Rai pubblicò, su distribuzione Fonit Cetra, una collana di videocassette intitolata Il mondo di Quark contenenti puntate del programma, sebbene in questa versione i documentari siano proposti integralmente e talvolta con le presentazioni tratte da Quark speciale o privi di esse, mentre sono state rimosse le anticipazioni.